# Büchener Sander
Der Büchener Sander ist ein Naturschutzgebiet in den schleswig-holsteinischen Gemeinden Büchen und Fitzen im Kreis Herzogtum Lauenburg.
Das rund 100 Hektar große Naturschutzgebiet ist unter der Nummer 150 in das Verzeichnis der Naturschutzgebiete des Ministeriums für Landwirtschaft, Umwelt und ländliche Räume eingetragen. Das Gebiet steht seit Anfang 1991 unter Schutz (Datum der Verordnung: 12. Dezember 1990). Zuständige untere Naturschutzbehörde ist der Kreis Herzogtum Lauenburg.
Das Naturschutzgebiet liegt nordöstlich von Büchen zwischen Fitzen und Bröthen innerhalb des Naturparks Lauenburgische Seen. Es stellt eine Magerrasen- und Grasheideflur auf einem Sander unter Schutz. Das Gebiet wurde früher ackerbaulich genutzt, konnte sich aber nach dem Ende der Nutzung zu einem wertvollen Biotop entwickeln. Es bietet Lebensraum für charakteristische Lebensgemeinschaften, die auf magere und warme Standorte angewiesen sind, darunter auch zahlreiche gefährdete Pflanzen- und Tierarten, die teilweise auch vom Aussterben bedroht sind. So kommen hier u. a. Silbergras, Sandsegge, Hasenklee, Feldbeifuß, Sandstrohblume, Grasnelke, Rundblättrige Glockenblume, Bergsandglöckchen, Ackerhornveilchen, Frühlings- und Jakobs-Greiskraut und Hungerblume vor. Als botanische Besonderheit gelten einige Exemplare der Wildbirne, die auf dem Sander wachsen. Weiterhin sind Wildbienen, Wespen, Käfer, Wanzen, Heuschrecken wie Roesels Beißschrecke und Rotleibiger Grashüpfer, Spinnen, Ameisen und Schmetterlinge heimisch, weiterhin u. a. Zauneidechse sowie für offene Landschaften typische Vertreter der Avifauna wie Heide- und Feldlerche und Rebhuhn.
Um den Lebensraum zu erhalten, müssen die Flächen gelegentlich gemäht oder beweidet werden, damit höherwachsende Sträucher und Bäume die Gras- und Krautflora nicht verdrängen. Da die Beweidung mit einer Schafherde dafür alleine nicht ausreicht, sind immer wieder Entkusselungsmaßnahmen notwendig, um z. B. Kiefern, Birken und teilweise auch Pappeln sowie die Spätblühende Traubenkirsche zurückzudrängen.
Das Naturschutzgebiet wird von landwirtschaftlichen Nutzflächen umgeben. Im Südosten grenzt es an die Landesstraße 205. Das Gebiet, das der Stiftung Naturschutz Schleswig-Holstein gehört, wird von der Gruppe Büchen des Naturschutzbundes Deutschland betreut. Im Westen verläuft am Rand des Naturschutzgebietes ein schmaler Wanderpfad.